# Easy Money (telessérie)
Easy Money é uma série de televisão estadunidense, originalmente exibida pela rede The CW e estrelada por Laurie Metcalf. Sua estreia está programada para o dia 14 de setembro de 2008. No canal FOX:NEXT a série estreou em Dezembro de 2008.

## Elenco
- Laurie Metcalf como Bobette Buffkin
- Nick Searcy como Roy Buffkin
- Jay R. Ferguson como Cooper Buffkin
- Jeff Hephner como Morgan Buffkin
- Katie Lowes como Brandy Buffkin
- Gary Farmer como Shep